# Hilary Swank
Hilary Ann Swank (n. 30 iulie 1974) este o actriță americană de film, dublă laureată a premiului Oscar (1999 și 2004).

## Biografie

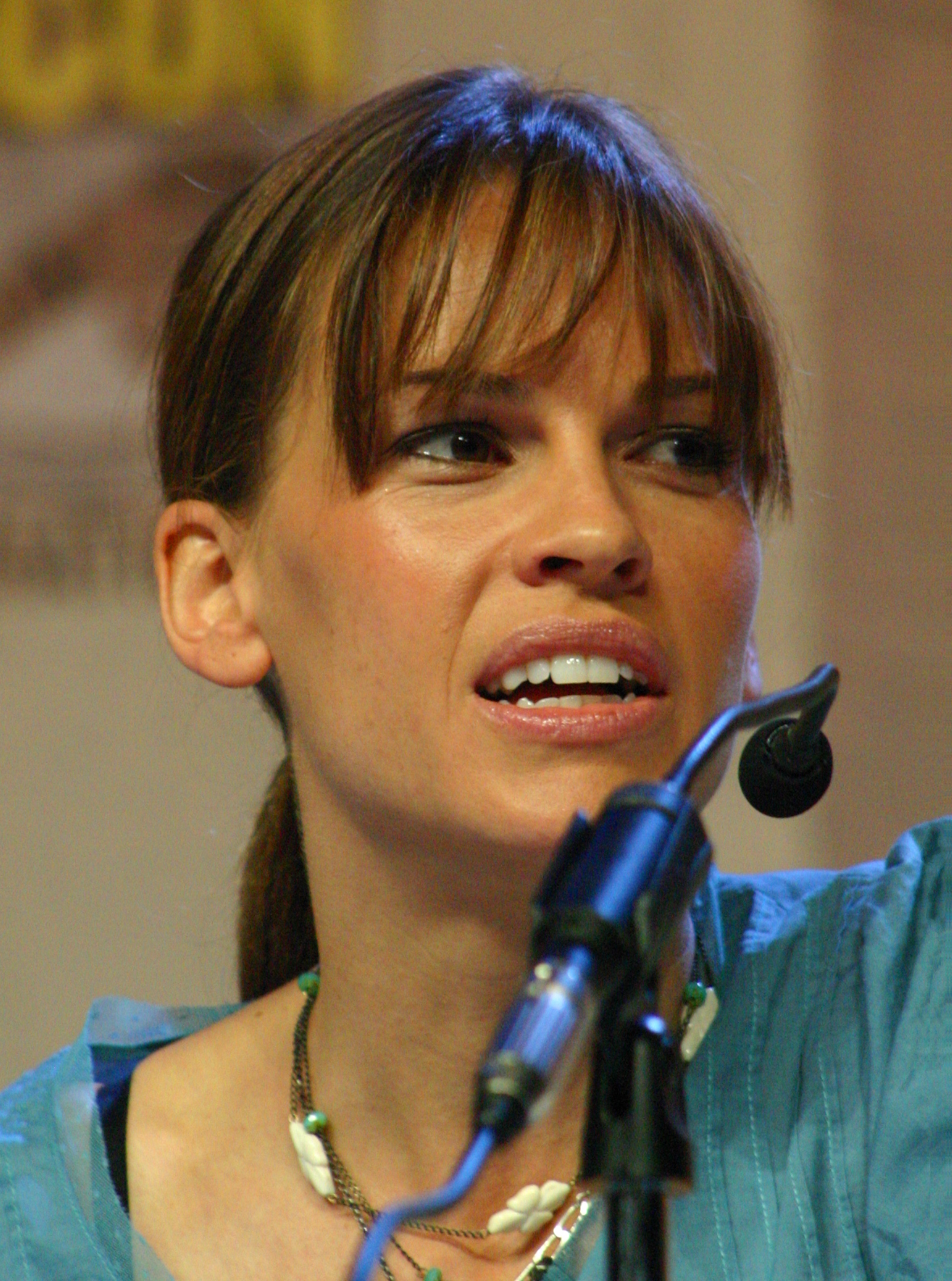
Hilary Swank

## Filmografie
| An        | Titlu                             | Rol                       | Note |
| --------- | --------------------------------- | ------------------------- | --- |
| 1990      | ABC TGIF                          | Danielle                  | |
| 1991      | Harry and the Hendersons          |                           | Episodul: Harry Goes Ape |
| 1991      | Evening Shade                     | Aimee No. 1               | 2 episoade |
| 1991–1992 | Growing Pains                     | Sasha Serotsky            | 2 episoade |
| 1992      | Buffy the Vampire Slayer          | Kimberly Hannah           | |
| 1992–1993 | Camp Wilder                       | Danielle                  | 19 episoade |
| 1994      | The Next Karate Kid               | Julie Pierce              | |
| 1996      | Sometimes They Come Back... Again | Michelle Porter           | Direct-to-video |
| 1996      | Terror in the Family              | Deena Martin              | Film TV |
| 1996      | Kounterfeit                       | Coleen                    | Direct-to-video |
| 1997      | Quiet Days in Hollywood           | Lolita                    | |
| 1997      | Dying to Belong                   | Lisa Connors              | Film TV |
| 1997      | The Sleepwalker Killing           | Lauren Schall             | Film TV |
| 1997      | Leaving L.A.                      | Tiffany Roebuck           | 6 episoade |
| 1997–1998 | Beverly Hills, 90210              | Carly Reynolds            | 16 episoade |
| 1999      | Boys Don't Cry                    | Brandon Teena             | - Academy Award for Best Actress - Boston Society of Film Critics Award for Best Actress - Broadcast Film Critics Association Award for Best Actress - Chicago Film Critics Association Award for Best Actress - Chicago International Film Festival, Silver Hugo Award for Best Actress - Dallas-Fort Worth Film Critics Association Award for Best Actress - Florida Film Critics Circle Award for Best Actress - Gijón International Film Festival Award for Best Actress - Golden Globe Award for Best Actress – Motion Picture Drama - Independent Spirit Award for Best Lead Female - Las Vegas Film Critics Society Award for Best Actress - Las Vegas Film Critics Society Award for Most Promising Actress - Molodist International Film Festival Award for Outstanding Performance - Los Angeles Film Critics Association Award for Best Actress - National Board of Review Award for Breakthrough Performance - National Society of Film Critics Award for Best Actress (2nd place) - New York Film Critics Circle Award for Best Actress - Santa Fe Film Critics Circle Award for Best Actress - Satellite Award for Best Actor – Motion Picture Drama - Stockholm Film Festival Award for Best Actress - Toronto Film Critics Association Award for Best Actress - Village Voice Film Poll – Best Lead Performance - Nominalizare—BAFTA Award for Best Actress in a Leading Role - Nominalizare—Empire Award for Best Actress - Nominalizare—London Film Critics Circle Award for Actress of the Year - Nominalizare—MFilm TV Award for Best Kiss - Nominalizare—MFilm TV Award for Best Female Performance - Nominalizare—Online Film Critics Society Award for Best Actress - Nominalizare—Screen Actors Guild Award for Outstanding Performance by a Female Actor in a Leading Role |
| 2000      | The Gift                          | Valerie Barksdale         | Nominalizare—Saturn Award for Best Supporting Actress |
| 2000      | The Audition                      |                           | Film de scurtmetraj |
| 2001      | The Affair of the Necklace        | Jeanne St. Rémy de Valois | |
| 2002      | Insomnia                          | Detective Ellie Burr      | Nominalizare—Empire Award for Best Actress |
| 2003      | 11:14                             | Buzzy                     | |
| 2003      | The Core                          | Major Rebecca Childs      | |
| 2004      | Red Dust                          | Sarah Barcant             | |
| 2004      | Iron Jawed Angels                 | Alice Paul                | - Film TV - Nominalizare—Golden Globe Award for Best Actress – Miniseries or Television Film - Nominalizare—Screen Actors Guild Award for Outstanding Performance by a Female Actor in a Miniseries or Television Movie |
| 2004      | Million Dollar Baby               | Maggie Fitzgerald         | - Academy Award for Best Actress - Boston Society of Film Critics Award for Best Actress - Broadcast Film Critics Association Award for Best Actress - Central Ohio Film Critics Association for Best Actress - Dallas-Fort Worth Film Critics Association Award for Best Actress - Florida Film Critics Circle Award for Best Actress - Golden Globe Award for Best Actress – Motion Picture Drama - Kansas City Film Critics Circle Award for Best Actress - National Society of Film Critics Award for Best Actress - Phoenix Film Critics Society Award for Best Actress - Satellite Award for Best Actor – Motion Picture Drama - Sant Jordi Award for Best Actress - Screen Actors Guild Award for Outstanding Performance by a Female Actor in a Leading Role - Nominalizare—Empire Award for Best Actress - Nominalizare—MFilm TV Award for Best Female Performance - Nominalizare—Online Film Critics Society Award for Best Actress - Nominalizare—Screen Actors Guild Award for Outstanding Performance by a Cast in a Motion Picture - Nominalizare—Vancouver Film Critics Circle Award for Best Actress - Nominalizare—Washington D.C. Area Film Critics Association Award for Best Actress |
| 2006      | The Black Dahlia                  | Madeleine Linscott        | |
| 2007      | The Reaping                       | Katherine Winter          | |
| 2007      | Freedom Writers                   | Erin Gruwell              | |
| 2007      | P. S. I Love You                  | Holly Kennedy             | - Golden Camera Award for Best International Actress - Irish Film & Television Audience Award for Best International Actress |
| 2008      | Birds of America                  | Laura                     | |
| 2009      | Amelia                            | Amelia Earhart            | Hollywood Film Festival Best Actress |
| 2010      | Conviction                        | Betty Anne Waters         | Nominalizare—Screen Actors Guild Award for Outstanding Performance by a Female Actor in a Leading Role |
| 2011      | The Resident                      | Dr. Juliet Devereau       | |
| 2011      | New Year's Eve                    | Claire Morgan             | Times Square |
| 2013      | Mary and Martha                   | Mary                      | Film TV |
| 2013      | You're Not You                    | Kate                      | De asemenea și producătoare; post-producție |
| 2014      | The Homesman                      | Mary Bee Cuddy            | Post-producție |